# 跨性別人士權益運動

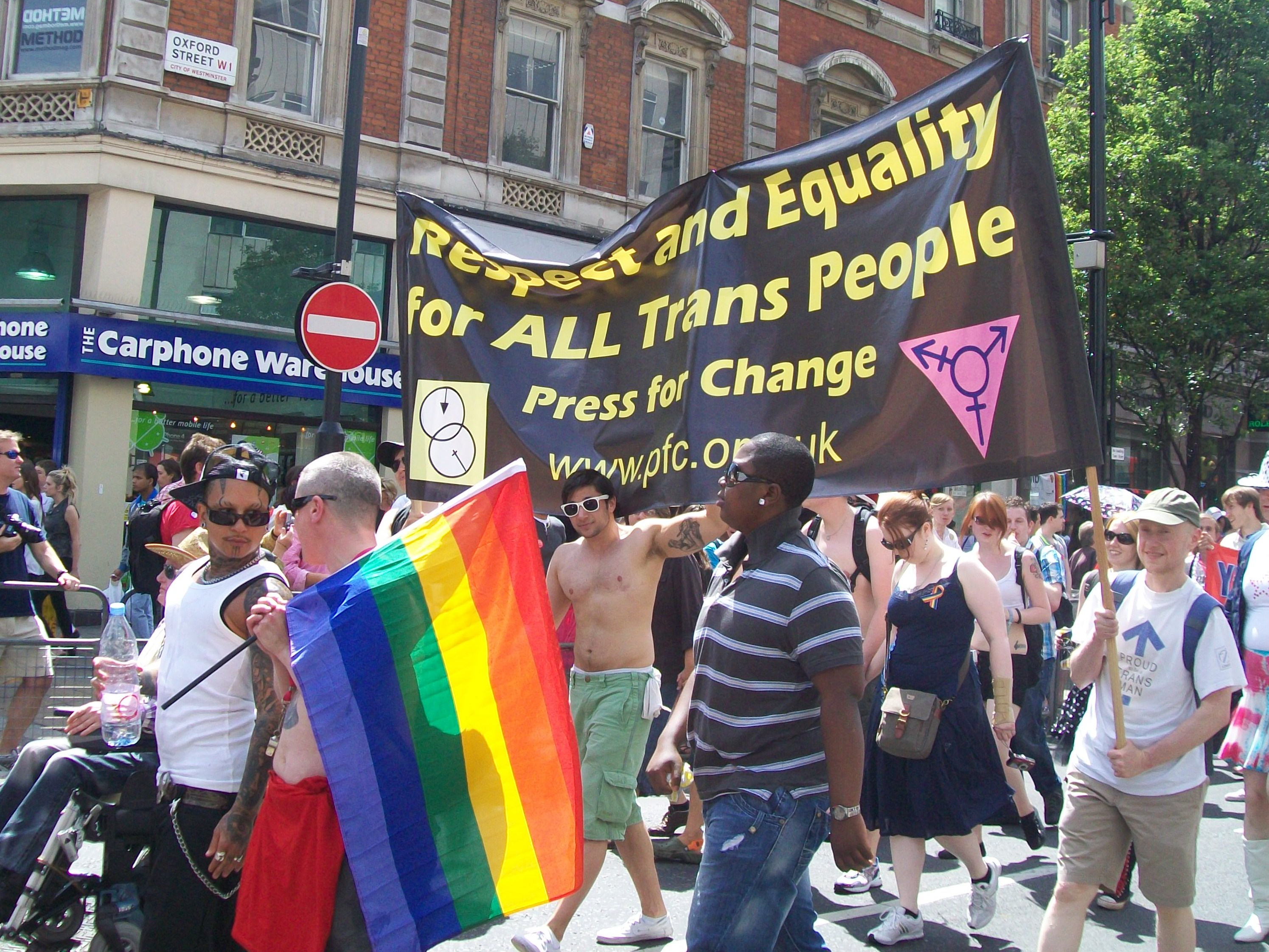
英國伦敦市『骄傲节』，攝於2010 年 7 月 3 日

跨性别者权益运动，或變性人權益運動，旨在提升跨性别者的法律地位，消除社會一切針對跨性別者的暴力，以及消除在住房、就业、公共住宿、教育和医疗保健方面对歧视。在某些司法管辖区，跨性别權益者更寻求在沒需進行变性手术下，允许更改身份证明文件的性別，以符合一个人当前的性别认同。 